# Changes (álbum de Johnny Rivers)
Changes (em português:  Mudanças) é o oitavo álbum do cantor Johnny Rivers. Foi lançado em 1966 pela gravadora Imperial.
O único single do álbum, "Poor Side of Town", se tornou um dos maiores sucessos do cantor, alcançando o primeiro lugar nos Estados Unidos e Canadá. Devido ao sucesso da canção, o álbum chegou a posição #33 na Billboard 200.
| Críticas profissionais                                                      | Críticas profissionais |
| Avaliações da crítica                                                       | Avaliações da crítica  |
| Fonte                                                                       | Avaliação              |
| --------------------------------------------------------------------------- | ---------------------- |
| allmusic                                                                    | [ 5 ]                  |
| Esta tabela precisa de ser acompanhada por texto em prosa. Consulte o guia. |                        |

## Faixas
Lado A
| N.º | Título                         | Compositor(es)                        | Duração |  |
| 1.  | "By the Time I Get to Phoenix" | Jimmy Webb                            | 2:45    |  |
| 2.  | "A Taste of Honey"             | Ric Marlow / Bobby Scott              | 3:29    |  |
| 3.  | "Days of Wine and Roses"       | Henry Mancini / Johnny Mercer         | 4:18    |  |
| 4.  | "California Dreamin'"          | John Phillips / Michelle Phillips     | 2:33    |  |
| 5.  | "Do You Want to Dance?"        | Bobby Freeman                         | 3:06    |  |
| 6.  | "Cast Your Fate to the Wind"   | Vince Guaraldi / Carl Rowe / C. Weber | 3:33    |  |

Lado B
| N.º | Título                       | Compositor(es)                                    | Duração |  |
| 1.  | "Poor Side of Town"          | Lou Adler / Johnny Rivers                         | 3:47    |  |
| 2.  | "If I Were a Carpenter"      | Tim Hardin                                        | 2:36    |  |
| 3.  | "Softly as I Leave You"      | Giorgio Calabrese / Antonio DeVita / Hal Shaper   | 3:00    |  |
| 4.  | "The Shadow of Your Smile"   | Johnny Mandel / Paul Francis Webster              | 3:38    |  |
| 5.  | "Strangers in the Night"     | Bert Kaempfert / Charlie Singleton / Eddie Snyder | 2:28    |  |
| 6.  | "Getting Ready for Tomorrow" | W. Hutchison                                      | 2:51    |  |

## Desempenho nas paradas musicais
| Parada musical (1967)          | Melhor posição |
| ------------------------------ | -------------- |
| Estados Unidos (Billboard 200) | 33             |